# گورون (لردگان)
گورون یک منطقهٔ مسکونی در ایران است که در دهستان سردشت واقع شده‌است. براساس سرشماری مرکز آمار ایران در سال ۱۳۹۵، گورون ۱۳۵ نفر جمعیت دارد.